# Harpactea rucnerorum
Harpactea rucnerorum är en spindelart som beskrevs av Polenec och Thaler 1975. Harpactea rucnerorum ingår i släktet Harpactea och familjen ringögonspindlar.
Artens utbredningsområde är Kroatien. Inga underarter finns listade i Catalogue of Life.